# Хасан паша Йемиши Дамат
Хасан паша Йемиши Дамат (на турски: Yemişçi Hasan Pasha; ок.1535 – 4 октомври 1603) е велик везир на Османската империя. Получава титлата „Дамат“ („зет“) след като се оженва за Айше Султан, сестрата на султан Мехмед III.

## Живот
Албанец по произход, Хасан паша прекарва детството си в Ругова, след което заминава за Призрен, където учи. Взет за еничар, той е обучаван във Военната академия в Истанбул и прави военна кариера. Назначен е за велик везир през юли 1601 г. и тогава се жени за вдовицата на предишния везир Айше Султан.
През октомври 1603 г. въпреки молбите на Айше Султан да бъде помилван е екзекутиран по заповед на султан Мехмед III.